# Karyorrhexis
Als Karyorrhexis (aus dem Griechischen κάρυον karyon, „Kern“, und ῥῆξις rhexis, „Zerreissen“) wird in der Biologie ein endgültiger Zerfall, die destruktive Fragmentierung eines Zellkerns bezeichnet (Zellkernzerfall), der sich in absterbenden Zellen ereignen kann. Gewöhnlicherweise geht der Karyorrhexis die Schrumpfung und Verdichtung des Zellkerns, die Karyopyknose, voraus. Der Vorgang kann sowohl beim programmierten Zelltod  (Apoptose) als auch im Rahmen des krankhaften Absterbens einzelner oder mehrerer Zellen stattfinden.